# 紹費山

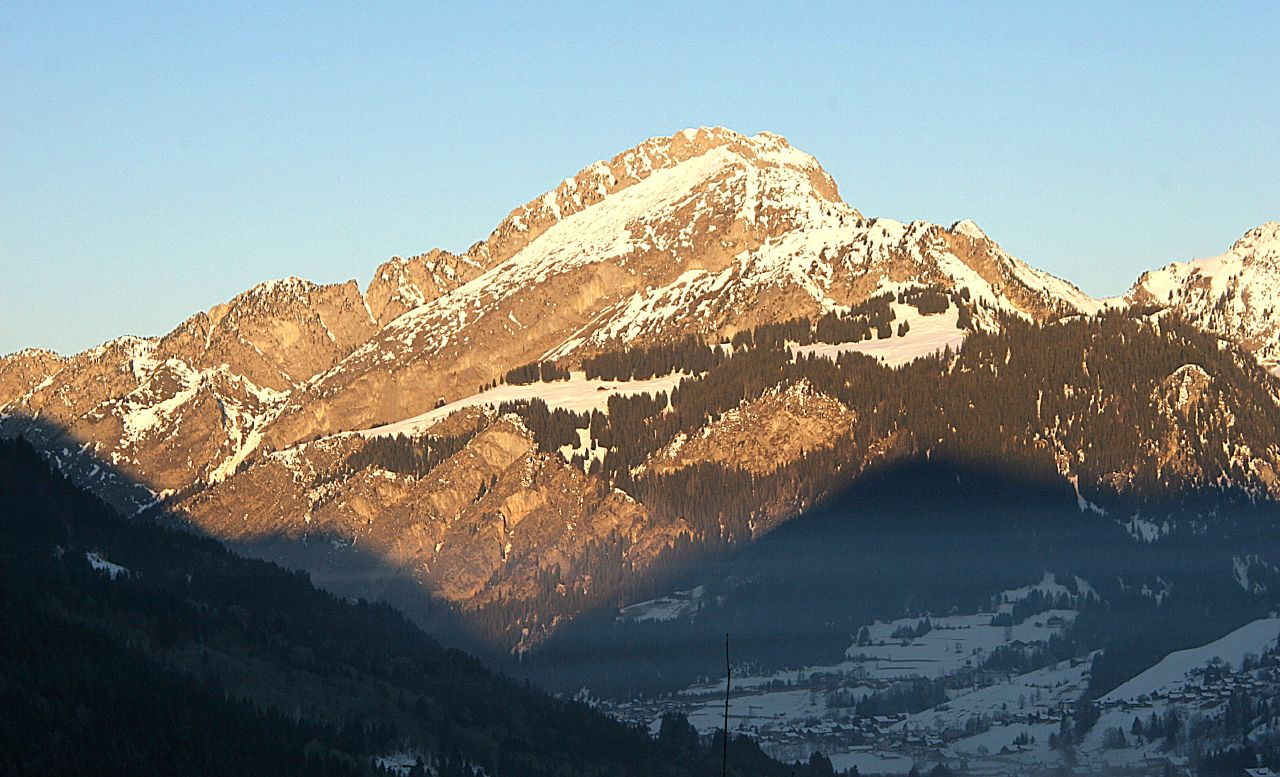

46°18′34″N 06°45′38″E / 46.30944°N 6.76056°E
紹費山（法語：Mont Chauffé，法語發音：[mɔ̃ ʃofe]）是法國上薩瓦省的山峰，位於該國东部，屬於沙布莱山的一部分，該山峰海拔高度2,093米，每年平均降雨量1,674毫米。